# Canoagem nos Jogos Olímpicos de Verão de 2024 - K-2 500 m masculino
A competição do K-2 500 m masculino da canoagem de velocidade nos Jogos Olímpicos de Verão de 2024 foi realizada no Estádio Náutico de Vaires-sur-Marne, na Ilha de França, em 6 e 9 de agosto de 2024. Um total de 20 canoístas de 16 Comitês Olímpicos Nacionais (CON) participaram do evento.

## Qualificação
Cada CON poderia qualificar até dois barcos no K-2 500 metros masculino. Um total de 20 vagas estavam disponíveis, alocadas através do Campeonato Mundial de Canoagem de Velocidade de 2023, torneios continentais (uma cada para Ásia, África, Europa, Américas e Oceania), além de vagas por realocação, universalidade ou convite.
As vagas de qualificação foram concedidas ao CON, não necessariamente aos canoístas que obtiveram as vagas.

## Formato
A canoagem de velocidade utiliza um formato de quatro fases para eventos com pelo menos 11 barcos, com eliminatórias, quartas de final, semifinais e finais. Os detalhes para cada fase dependem de quantos barcos estejam inscritos para a competição.
O percurso é um trajeto de águas tranquilas com 9 metros de largura. O nome do evento descreve o formato particular da canoagem de velocidade. O formato "K" significa um caiaque (do inglês kayak), na qual o canoísta fica sentado e utiliza dois remos e tem um leme operado pelo pé (em oposição a canoa, em que o canoísta fica ajoelhado e utiliza um único remo para remar e dirigir). O "2" é o número de canoístas em cada barco. Os "500 metros" são a distância da prova.

## Calendário
Horário local (UTC+2)
| Dia         | Horário | Fase             |
| ----------- | ------- | ---------------- |
| 6 de agosto | 11:30   | Eliminatórias    |
| 6 de agosto | 14:30   | Quartas de final |
| 9 de agosto | 11:10   | Semifinais       |
| 9 de agosto | 13:20   | Finais           |

## Medalhistas
| Ouro   | GER Jacob Schopf e Max Lemke               |
| Prata  | HUN Bence Nádas e Sándor Tótka             |
| Bronze | AUS Jean van der Westhuyzen e Thomas Green |

## Resultados

### Eliminatórias
Os dois primeiros barcos em cada bateria avançam diretamente para as semifinais e os restantes para as quartas de final.
Bateria 1
| Pos. | Raia | Canoístas                         | CON               | Tempo   | Notas |
| ---- | ---- | --------------------------------- | ----------------- | ------- | ----- |
| 1    | 5    | Jacob Schopf Max Lemke            | GER Alemanha      | 1:28.03 | SF    |
| 2    | 4    | João Ribeiro Messias Baptista     | POR Portugal      | 1:28.10 | SF    |
| 3    | 7    | Adrián del Río Marcus Cooper Walz | ESP Espanha       | 1:35.26 | QF    |
| 4    | 6    | Bu Tingkai Zhang Dong             | CHN China         | 1:36.79 | QF    |
| 5    | 3    | Hamish Legarth Kurtis Imrie       | NZL Nova Zelândia | 1:41.18 | QF    |

Bateria 2
| Pos. | Raia | Canoístas                             | CON                | Tempo   | Notas |
| ---- | ---- | ------------------------------------- | ------------------ | ------- | ----- |
| 1    | 7    | Max Rendschmidt Tom Liebscher-Lucz    | GER Alemanha       | 1:28.39 | SF    |
| 2    | 5    | Bence Nádas Sándor Tótka              | HUN Hungria        | 1:29.08 | SF    |
| 3    | 3    | Oleh Kukharyk Ihor Trunov             | UKR Ucrânia        | 1:31.24 | QF    |
| 4    | 4    | Mindaugas Maldonis Andrejus Olijnikas | LTU Lituânia       | 1:31.27 | QF    |
| 5    | 6    | Jonas Ecker Aaron Small               | USA Estados Unidos | 1:32.01 | QF    |

Bateria 3
| Pos. | Raia | Canoístas                             | CON             | Tempo   | Notas |
| ---- | ---- | ------------------------------------- | --------------- | ------- | ----- |
| 1    | 4    | Jakub Stepun Przemysław Korsak        | POL Polônia     | 1:28.84 | SF    |
| 2    | 5    | Carlos Arévalo Rodrigo Germade        | ESP Espanha     | 1:28.85 | SF    |
| 3    | 6    | Pierre-Luc Poulin Simon McTavish      | CAN Canadá      | 1:28.91 | QF    |
| 4    | 7    | Marko Novaković Marko Dragosavljević  | SRB Sérvia      | 1:30.71 | QF    |
| 5    | 3    | Bekarys Ramatulla Sergii Tokarnytskyi | KAZ Cazaquistão | 1:38.62 | QF    |

Bateria 4
| Pos. | Raia | Canoístas                            | CON               | Tempo   | Notas |
| ---- | ---- | ------------------------------------ | ----------------- | ------- | ----- |
| 1    | 4    | Jean van der Westhuyzen Thomas Green | AUS Austrália     | 1:28.59 | SF    |
| 2    | 7    | Bálint Kopasz Ádám Varga             | HUN Hungria       | 1:29.37 | SF    |
| 3    | 5    | Jakub Špicar Daniel Havel            | CZE Chéquia       | 1:29.73 | QF    |
| 4    | 6    | Hamish Lovemore Andrew Birkett       | RSA África do Sul | 1:33.25 | QF    |
| 5    | 3    | Anđelo Džombeta Vladimir Torubarov   | SRB Sérvia        | 1:34.22 | QF    |

### Quartas de final
Os quatro primeiros barcos em cada bateria avançam para as semifinais; os restantes são eliminados.
Quartas de final 1
| Pos. | Raia | Canoístas                             | CON               | Tempo   | Notas |
| ---- | ---- | ------------------------------------- | ----------------- | ------- | ----- |
| 1    | 5    | Adrián del Río Marcus Cooper Walz     | ESP Espanha       | 1:29.12 | SF    |
| 2    | 3    | Hamish Lovemore Andrew Birkett        | RSA África do Sul | 1:29.75 | SF    |
| 3    | 4    | Pierre-Luc Poulin Simon McTavish      | CAN Canadá        | 1:30.01 | SF    |
| 4    | 7    | Hamish Legarth Kurtis Imrie           | NZL Nova Zelândia | 1:30.29 | SF    |
| 5    | 6    | Mindaugas Maldonis Andrejus Olijnikas | LTU Lituânia      | 1:30.30 |       |
| 6    | 2    | Bekarys Ramatulla Sergii Tokarnytskyi | KAZ Cazaquistão   | 1:37.58 |       |

Quartas de final 2
| Pos. | Raia | Canoístas                            | CON                | Tempo   | Notas |
| ---- | ---- | ------------------------------------ | ------------------ | ------- | ----- |
| 1    | 4    | Jakub Špicar Daniel Havel            | CZE Chéquia        | 1:28.36 | SF    |
| 2    | 3    | Marko Novaković Marko Dragosavljević | SRB Sérvia         | 1:28.57 | SF    |
| 3    | 7    | Jonas Ecker Aaron Small              | USA Estados Unidos | 1:28.93 | SF    |
| 4    | 2    | Anđelo Džombeta Vladimir Torubarov   | SRB Sérvia         | 1:29.46 | SF    |
| 5    | 6    | Bu Tingkai Zhang Dong                | CHN China          | 1:29.58 |       |
| 6    | 5    | Oleh Kukharyk Ihor Trunov            | UKR Ucrânia        | 1:29.68 |       |

### Semifinais
Os quatro primeiros barcos em cada bateria avançam para a Final A; os restantes avançam para a Final B.
Semifinal 1
| Pos. | Raia | Canoístas                      | CON                | Tempo   | Notas |
| ---- | ---- | ------------------------------ | ------------------ | ------- | ----- |
| 1    | 4    | Jacob Schopf Max Lemke         | GER Alemanha       | 1:28.13 | FA    |
| 2    | 3    | Bence Nádas Sándor Tótka       | HUN Hungria        | 1:28.38 | FA    |
| 3    | 2    | Jakub Špicar Daniel Havel      | CZE Chéquia        | 1:28.71 | FA    |
| 4    | 1    | Jonas Ecker Aaron Small        | USA Estados Unidos | 1:29.51 | FA    |
| 5    | 6    | Bálint Kopasz Ádám Varga       | HUN Hungria        | 1:29.66 | FB    |
| 6    | 7    | Hamish Lovemore Andrew Birkett | RSA África do Sul  | 1:29.70 | FB    |
| 7    | 8    | Hamish Legarth Kurtis Imrie    | NZL Nova Zelândia  | 1:30.26 | FB    |
| 8    | 5    | Jakub Stepun Przemysław Korsak | POL Polônia        | 1:30.95 | FB    |

Semifinal 2
| Pos. | Raia | Canoístas                            | CON           | Tempo   | Notas  |
| ---- | ---- | ------------------------------------ | ------------- | ------- | ------ |
| 1    | 5    | Jean van der Westhuyzen Thomas Green | AUS Austrália | 1:26.85 | OB, FA |
| 2    | 2    | Adrián del Río Marcus Cooper Walz    | ESP Espanha   | 1:27.24 | FA     |
| 3    | 3    | João Ribeiro Messias Baptista        | POR Portugal  | 1:27.64 | FA     |
| 4    | 4    | Max Rendschmidt Tom Liebscher-Lucz   | GER Alemanha  | 1:27.67 | FA     |
| 5    | 6    | Carlos Arévalo Rodrigo Germade       | ESP Espanha   | 1:28.49 | FB     |
| 6    | 1    | Pierre-Luc Poulin Simon McTavish     | CAN Canadá    | 1:29.01 | FB     |
| 7    | 7    | Marko Novaković Marko Dragosavljević | SRB Sérvia    | 1:30.20 | FB     |
| 8    | 8    | Anđelo Džombeta Vladimir Torubarov   | SRB Sérvia    | 1:34.65 | FB     |

### Finais
Na Final A são decididos os medalhistas.
Final B
| Pos. | Raia | Canoístas                            | CON               | Tempo   | Notas |
| ---- | ---- | ------------------------------------ | ----------------- | ------- | ----- |
| 9    | 4    | Carlos Arévalo Rodrigo Germade       | ESP Espanha       | 1:30.08 |       |
| 10   | 6    | Pierre-Luc Poulin Simon McTavish     | CAN Canadá        | 1:30.80 |       |
| 11   | 2    | Marko Novaković Marko Dragosavljević | SRB Sérvia        | 1:31.50 |       |
| 12   | 3    | Hamish Lovemore Andrew Birkett       | RSA África do Sul | 1:31.79 |       |
| 13   | 1    | Jakub Stepun Przemysław Korsak       | POL Polônia       | 1:32.05 |       |
| 14   | 7    | Hamish Legarth Kurtis Imrie          | NZL Nova Zelândia | 1:32.09 |       |
| 15   | 5    | Bálint Kopasz Ádám Varga             | HUN Hungria       | 1:32.85 |       |
| 16   | 8    | Anđelo Džombeta Vladimir Torubarov   | SRB Sérvia        | 1:35.00 |       |

Final A
| Pos.              | Raia | Canoístas                            | CON                | Tempo   | Notas |
| ----------------- | ---- | ------------------------------------ | ------------------ | ------- | ----- |
| Medalha de ouro   | 5    | Jacob Schopf Max Lemke               | GER Alemanha       | 1:26.87 |       |
| Medalha de prata  | 3    | Bence Nádas Sándor Tótka             | HUN Hungria        | 1:27.15 |       |
| Medalha de bronze | 4    | Jean van der Westhuyzen Thomas Green | AUS Austrália      | 1:27.29 |       |
| 4                 | 6    | Adrián del Río Marcus Cooper Walz    | ESP Espanha        | 1:27.38 |       |
| 5                 | 8    | Max Rendschmidt Tom Liebscher-Lucz   | GER Alemanha       | 1:27.54 |       |
| 6                 | 2    | João Ribeiro Messias Baptista        | POR Portugal       | 1:27.82 |       |
| 7                 | 7    | Jakub Špicar Daniel Havel            | CZE Chéquia        | 1:29.29 |       |
| 8                 | 1    | Jonas Ecker Aaron Small              | USA Estados Unidos | 1:30.02 |       |